# Centaurea spruneri
Centaurea spruneri — вид квіткових рослин родини айстрових (Asteraceae). Ареал: Албанія, Греція, Крит.

## Середовище
Населяє кам'янисті луки.

## Морфологічна характеристика
Це багаторічник 20–30 см заввишки. Листки зелені, рідко павутинчасті, нижні черешкові, ліроподібно-перисторозсічені, сегменти вигнуті, стеблові листки рідкісні, цілокраї. Квіткові голови великі, 3–5, у волоті. Обгортка гола. Квіточки рожеві. Період цвітіння: літо.